# Qalandarābād (ort i Golestan)
Qalandarābād (persiska: Qalandarābād-e Bālā, قلندر آباد, قلندراباد بالا) är en ort i Iran.   Den ligger i provinsen Golestan, i den norra delen av landet, 400 km nordost om huvudstaden Teheran. Qalandarābād ligger 37 meter över havet och antalet invånare är 992.
Terrängen runt Qalandarābād är platt.Runt Qalandarābād är det ganska tätbefolkat, med 65 invånare per kvadratkilometer. Närmaste större samhälle är Gonbad-e Kāvūs, 4,2 km nordost om Qalandarābād. Trakten runt Qalandarābād består till största delen av jordbruksmark.